# Castell'Alfero
Castell'Alfero est une commune italienne de la province d'Asti, dans la région Piémont.

## Géographie
Commune située dans le bassin du Pô, au nord d'Asti.

### Hameaux
Callianetto, Stazione, Casotto, Serra Perno, Noveiva, Moncucco, Bricco Beretta.

### Communes limitrophes
Asti, Calliano, Corsione, Cossombrato, Frinco, Tonco, Villa San Secondo.

## Administration
| Période                                  | Période  | Identité        | Étiquette | Qualité |
| ---------------------------------------- | -------- | --------------- | --------- | ------- |
| 2010                                     | En cours | Fernando Tognin |           |         |
| Les données manquantes sont à compléter. |          |                 |           |         |

### Jumelages
- Lafrançaise (France)